# Diftar Continental Cyclingteam
Das Diftar Continental Cyclingteam ist ein niederländisches Radsportteam mit Sitz in Ermelo.

## Organisation und Geschichte
Die Mannschaft wurde zur Saison 2022 als UCI Continental Team lizenziert und ist eng mit der Wielervereniging de IJsselstreek verknüpft. Hauptsponsor ist das Telekommunikationsunternehmen Allinq, das sich bereits seit 2019 im Sponsoring des Vereins engagiert hatte. Das Projekt war zunächst auf drei Jahre ausgelegt, in denen sich das Team nach eigenen Aussagen zum besten Continental Team der Niederlande entwickeln wollte.
Zur Saison 2023 übernahm Erik Dekker die Sportliche Leitung des Teams. Im Juni kündigte er an, das Team deutlich zu verkleinern und zu verjüngen. Im September zog sich überraschend der Hauptsponsor zurück und Erik Dekker verließ das Team, so dass das Team kurz vor dem Aus stand. Mit neuer Geschäftsführung und Sportlicher Leitung begann ein Neustart des Teams, neben einem Teil der Fahrer des alten Teams wurden auch Fahrer des aufgelösten Scorpions Racing Teams in das neue Team übernommen. Als neuer Hauptsponsor konnte die Diftar Group, ein Anbieter von Software-Lösungen, gewonnen werden.

## Saison 2025
Mannschaft
| Teamkader 2025          | Teamkader 2025    | Teamkader 2025 | Teamkader 2025                       |
| Name                    | Geburtsdatum      | Land           | Vorheriges Team                      |
| ----------------------- | ----------------- | -------------- | ------------------------------------ |
| Jelle Bouma             | 29. April 2004    | Niederlande    |                                      |
| Mike Bronswijk          | 18. Januar 2003   | Niederlande    |                                      |
| Yoeri Havik             | 19. Februar 1991  | Niederlande    | BEAT Cycling Club (2024)             |
| Jasper Huitema          | 23. April 2004    | Niederlande    | Scorpions Racing Team (2023)         |
| Rick Ottema             | 25. Juni 1992     | Niederlande    | Metec-Solarwatt p/b Mantel (2022)    |
| Hugo Paats              | 5. April 2006     | Niederlande    |                                      |
| Marvin Peters           | 28. April 2004    | Niederlande    | Scorpions Racing Team (2023)         |
| Lars Rouffaer           | 16. November 2003 | Niederlande    |                                      |
| Peter Schulting         | 19. August 1987   | Niederlande    | VolkerWessels Cycling Team (2023)    |
| Cas van der Veen        | 19. November 2004 | Niederlande    | Sensa-Kanjers voor Kanjers (2024)    |
| Rik van der Wal         | 2. Oktober 2003   | Niederlande    |                                      |
| Vincent van Dorp        | 21. April 2004    | Niederlande    | Scorpions Racing Team (2023)         |
| Miguel van Tintelen     | 25. April 2004    | Niederlande    |                                      |
| Pepijn Veenings         | 2. April 2004     | Niederlande    |                                      |
| Quinten Veling          | 19. Mai 1999      | Niederlande    | WPGA Amsterdam Racing Academy (2024) |
| Guillaume Visser        | 23. Juli 2000     | Niederlande    | BEAT Cycling Club (2023)             |
| Mike Vliek              | 14. Juli 2000     | Niederlande    |                                      |
|                         |                   |                |                                      |
| Quelle: ProCyclingStats |                   |                |                                      |

Erfolge
| Siege | Siege  | Siege | Siege  | Siege  | Siege |
| Datum | Rennen | Staat | Klasse | Sieger |       |
| ----- | ------ | ----- | ------ | ------ | ----- |

## Bisherige Saisonerfolge
| Rennserie                 | 2022 | 2023 | 2024 |
| ------------------------- | ---- | ---- | ---- |
| UCI ProSeries             | -    | -    | -    |
| UCI Continental Circuits  | 2    | -    | 2    |
| nationale Meisterschaften | -    | -    | -    |

## Platzierungen in der UCI-Weltrangliste
| World Ranking | World Ranking | World Ranking         | World Ranking |
| Jahr          | Teamwertung   | Einzelwertung         |               |
| ------------- | ------------- | --------------------- | ------------- |
| 2022          | 139.          | Tim Bierkens (1181. ) |               |
| 2023          | 139.          | Rick Ottema (1231. )  |               |
| 2024          | 104.          | Rick Ottema (700. )   |               |
|               |               |                       |               |
| Quelle: UCI   |               |                       |               |